# Arteijo (parroquia)
Arteijo o Santiago de Arteijo (llamada oficialmente Santiago de Arteixo) es una parroquia y una villa española del municipio de Arteijo, en la provincia de La Coruña, Galicia.

## Organización territorial
La parroquia está formada por treinta y una entidades de población, constando trece de ellas en el nomenclátor del Instituto Nacional de Estadística español:

### Entidades de población
Entidades de población que forman parte de la parroquia:
- A Cachada
- A Cachopa
- A Fonte da Horta
- Agramonte
- A Grouta
- Arteijo[7] (Arteixo)
- As Carballas
- As Viñas
- Baer
- Barral (O Barral)
- Bayuca (A Baiuca)
- Caldas
- Canaval
- Candame
- Catuja[8] (A Catuxa)
- Cepo
- Figueroa (Figueiroa)
- Lajobre[9] (Laxobre)
- Montepequeno (O Monte Pequeno)
- O Balneario
- O Castro
- Pedregal (O Pedregal)
- O Salgueiro
- Outeiro (O Outeiro)
- Pedras
- Pedreira (A Pedreira)
- Rañal (O Rañal)
- Suso
- Valcovo

### Despoblados
Despoblados que forman parte de la parroquia:
- Campo (O Campo)
- Sixto (O Sisto)

## Demografía

### Parroquia
| Gráfica de evolución demográfica de Arteijo (parroquia) entre 2000 y 2018 |
|                                                                           |
| Datos según el nomenclátor publicado por el INE.                          |

### Villa
| Gráfica de evolución demográfica de Arteixo (villa) entre 2000 y 2018 |
|                                                                       |
| Datos según el nomenclátor publicado por el INE.                      |